# 雷武什基
50°56′0″N 24°32′12″E / 50.93333°N 24.53667°E
雷武什基（羅馬化：Revushky）是烏克蘭的村落，位於該國西部沃倫州，由科韋利區負責管轄，面積1.02平方公里，海拔高度197米，2001年人口190，人口密度每平方公里187.01人。